# Sidney Sam
Sidney Sam (* 31. Januar 1988 in Kiel) ist ein ehemaliger deutscher Fußballspieler auf der Position eines offensiven Mittelfeldspielers.

## Sportliche Laufbahn

### Vereinskarriere
Sidney Sam begann seine Karriere beim TuS Mettenhof, einem Kieler Stadtteilverein, und gelangte über den FC Kilia Kiel zum größten Kieler Fußballverein Holstein. Für diesen war er von 2002 bis 2004 in der Jugend aktiv, bis Talentsichter des Hamburger SV auf ihn aufmerksam wurden. Er wechselte dann 2004 in das Nachwuchsleistungszentrum des HSV und wurde zunächst eine feste Größe in dessen Regionalliga-Mannschaft. Zur Saison 2007/08 erhielt Sam einen Profivertrag und debütierte am 20. Oktober 2007 (10. Spieltag) beim 4:1-Sieg im Heimspiel gegen den VfB Stuttgart. Am Ende seiner ersten Profisaison kam er zu vier Kurzeinsätzen.
Nach dem ersten Spieltag der Saison 2008/09 wurde er an den Zweitligisten 1. FC Kaiserslautern ausgeliehen. Er kam dort auf 26 Saisoneinsätze, in denen er vier Tore erzielte, wobei er oft ein- oder ausgewechselt wurde. Im Sommer 2009 wurde der Leihvertrag bis Juni 2010 verlängert. In seiner zweiten Spielzeit für Kaiserslautern reifte er zum Stammspieler und war mit zehn Toren und sieben Torvorlagen mitverantwortlich dafür, dass die Pfälzer am Ende der Spielzeit Zweitligameister wurden und in die Bundesliga aufstiegen.
Zur Saison 2010/11 wechselte er zum Ligakonkurrenten Bayer 04 Leverkusen, bei dem er einen bis 2015 datierten Vertrag unterschrieb. Einer seiner beiden Treffer gegen seinen ehemaligen Verein 1. FC Kaiserslautern am 7. November 2010, ein Volleyschuss aus rund 20 Metern, wurde zum Tor des Monats im November 2010 gewählt. Mit sieben Toren in 30 Spielen trug er in seinem ersten Jahr in Leverkusen zum Gewinn der Vizemeisterschaft bei.

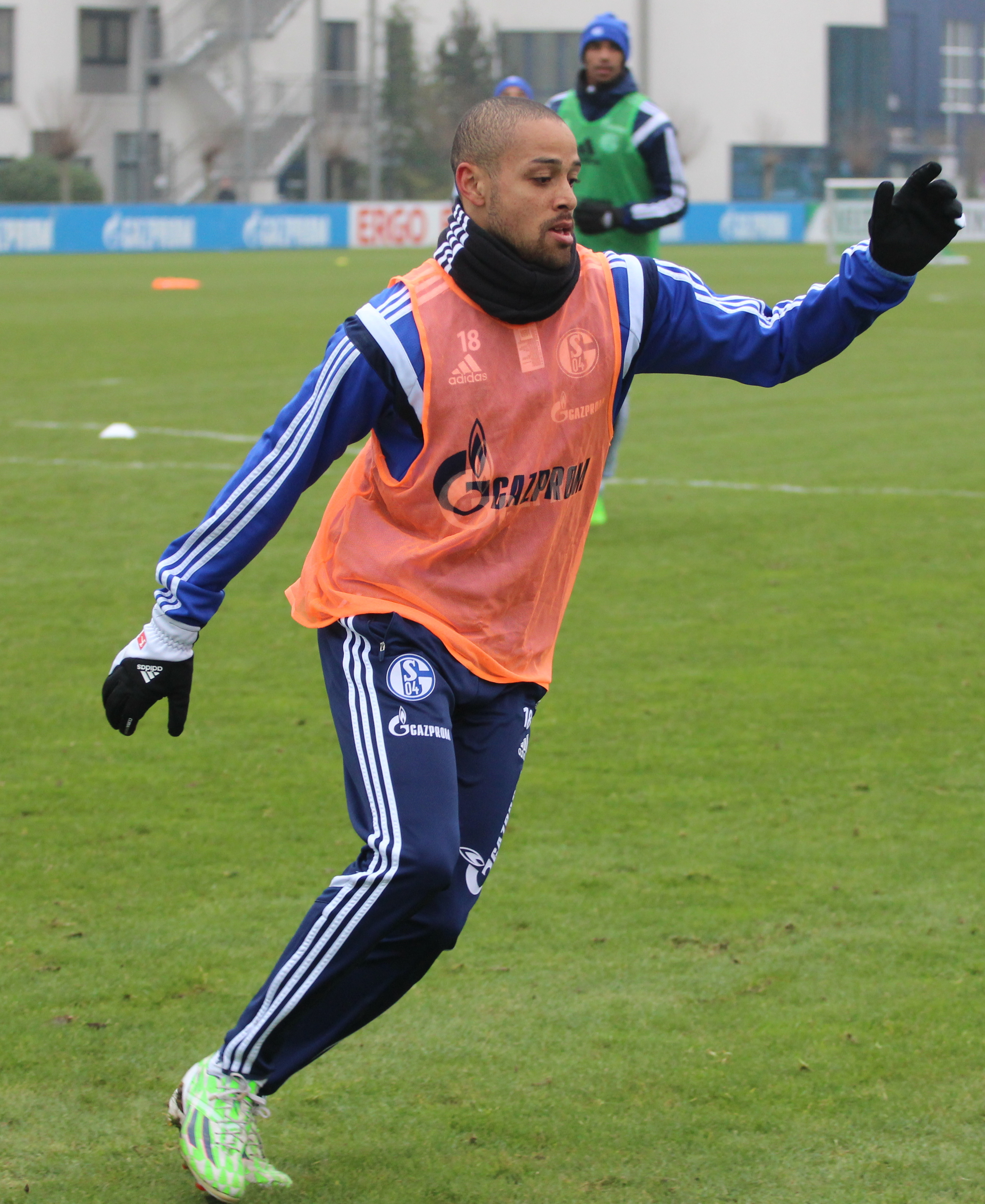
Sam im Training des FC Schalke 04 (2015)

Zur Saison 2014/15 wechselte Sam zum FC Schalke 04. Er erhielt einen Vertrag bis 30. Juni 2018. Unter den Trainern Jens Keller und Roberto Di Matteo konnte sich Sam – auch aufgrund von Verletzungen – allerdings nicht durchsetzen. Nach elf Bundesliga-, drei Champions-League- und einem Pokaleinsatz – sowie einem Einsatz für die zweite Mannschaft in der viertklassigen Regionalliga West – ohne eigenen Torerfolg wurde Sam nach der 0:2-Niederlage beim 1. FC Köln am 32. Spieltag, bei der er allerdings nicht im Kader stand, gemeinsam mit Kevin-Prince Boateng freigestellt, da laut Sportvorstand Horst Heldt ein „Vertrauensverhältnis nicht mehr gegeben“ und man nicht davon überzeugt sei, dass die Spieler in den letzten beiden Spielen „noch helfen können“, um sich nach der schlechtesten Rückrunde seit 22 Jahren zumindest noch für die Europa League zu qualifizieren.
Auch in der Saison 2015/16 sollte Sam unter dem neuen Trainer André Breitenreiter keine Rolle spielen. Aufgrund erhöhter Nierenwerte, die beim internistischen Teil des Medizinchecks festgestellt worden waren, platzte Anfang Juli 2015 ein Ausleihgeschäft mit Eintracht Frankfurt. Sam stieg schließlich nach einem Gespräch mit Breitenreiter zum 23. Juli 2015 wieder ins Mannschaftstraining des FC Schalke 04 ein. Zu seiner ersten Kadernominierung kam er allerdings erst am 10. Dezember 2015, als er am letzten Spieltag der Europa-League-Gruppenphase beim 4:0-Auswärtssieg bei Asteras Tripolis in der Startelf stand. Sam spielte bis dahin lediglich zweimal (ein Tor) in der zweiten Mannschaft. Zur Rückrunde 2016/17 wurde er zum SV Darmstadt 98 verliehen.
Am 31. August 2017 wechselte Sam zum VfL Bochum in die 2. Fußball-Bundesliga. Der zum Ende der Zweitligasaison 2018/19 auslaufende Vertrag des Offensivspielers wurde im Frühjahr nicht mehr verlängert.
Im Anschluss absolvierte Sam ein fünfwöchiges Probetraining beim RSC Anderlecht, erhielt jedoch keine Anstellung. Nach über drei Monaten ohne Verein wechselte er im Oktober 2019 zum österreichischen Bundesligisten SCR Altach, bei dem er einen bis Juni 2020 laufenden Vertrag erhielt. Für Altach kam er zu 21 Einsätzen in der Bundesliga, in denen er sechs Tore erzielte, und einem weiteren Einsatz im Playoff. Nach seinem Vertragsende verließ er Altach nach der Saison 2019/20. Daraufhin wechselte er zur Saison 2020/21 in die Türkei zu Antalyaspor, wo er einen bis Juni 2021 laufenden Vertrag erhielt.
Am 27. September 2021 gab Sidney Sam in den sozialen Medien das Ende seiner Karriere im Profifußball bekannt. In den beiden höchsten deutschen Spielklassen wurde er in mehr als 220 Spielen eingesetzt.
Am 27. April 2023 wurde bekannt, dass er in der nächsten Saison für den aktuellen Kreisligisten Düsseldorfer CfR links spielen wird.

### Trainer
In der Saison 2022/23 begann er eine Trainerausbildung und unterstützte als Co-Trainer das Team des MSV Duisburg.
Zur Saison 2024/25 begann er eine Tätigkeit als Co-Trainer bei seinem Ex-Club FC Schalke.

### Auswahleinsätze
Sam war Juniorennationalspieler und kam für die U19-Nationalmannschaft bei neun Spielen und für die U20 bei vier Spielen zum Einsatz. Am 8. September 2009 debütierte Sam im EM-Qualifikationsspiel gegen Tschechien in der U-21-Nationalelf. In sieben Spielen für diese Auswahl konnte die Offensivkraft einen Treffer erzielen.
Am 16. Mai 2013 wurde er von Joachim Löw für die Länderspiele gegen Ecuador (29. Mai 2013) und USA (2. Juni 2013) berufen. Sein A-Länderspieldebüt gab er am 29. Mai 2013 beim 4:2-Sieg im Testspiel gegen die Auswahl Ecuadors in Boca Raton (USA). In der 69. Minute wurde er für André Schürrle ausgewechselt. In der WM-Qualifikation für das Turnier in Brasilien wurde er zweimal eingesetzt. Insgesamt bestritt er in 2013 fünf Länderspiele und wurde später nicht mehr in der A-Nationalelf eingesetzt.

### Erfolge
1. FC Kaiserslautern
- Meister der 2. Bundesliga: 2010

Bayer 04 Leverkusen
- Deutscher Vizemeister: 2011

## Auszeichnungen
- Tor des Monats: November 2010[22]

## Trivia
Sams Vater ist Nigerianer, seine Mutter Deutsche. Sein älterer Bruder Steve (* 1986) ist ebenfalls Fußballer und spielt nach Stationen im Halbprofi- und höherklassigen Amateurbereich derzeit bei MED SV in der Kreisliga Kiel. Er hat zudem zwei jüngere Brüder, von denen Simon ebenfalls im schleswig-holsteinischen Amateurfußball aktiv war. Der jüngste Bruder Jamal ist Running Back bei den American Footballern der Kiel Baltic Hurricanes.
Seit 2012 ist Sam verheiratet.
Sam hat eine Sportmanagement-Weiterbildung an der Universität St. Gallen erfolgreich absolviert und einen Abschluss gemacht.